# Вооружённые силы Азербайджана
Вооружённые силы Азербайджана (азерб. Azərbaycan Silahlı Qüvvələri) — государственная военная организация, предназначенная для вооружённой защиты свободы, независимости и территориальной целостности Азербайджанской Республики.
Состоит из сухопутных войск, военно-воздушных сил и войск противовоздушной обороны, а также военно-морских сил. Днём Вооружённых сил Азербайджана является 26 июня 1918 года. Современные вооружённые силы появились в годы Карабахского конфликта на основе объединения местных городских ополчений отрядов самообороны. Современная азербайджанская армия была создана к концу 1993 года.

## История

### Азербайджанская Демократическая Республика
После провозглашения 28 мая 1918 года Азербайджанской Демократической Республики, одной из важнейших направлений государственного строительства стало создание, укрепление и преобразование национальных вооружённых сил. Вместе с тем, первые попытки создания национальных вооружённых формирований были предприняты ещё в конце 1917 — начале 1918 гг.
Постановлением Закавказского комиссариата в декабре 1917 года было принято решение о формировании грузинского, армянского, мусульманского (азербайджанского) и русского корпусов, которые, как предполагалось, должны были заменить покидавшие Кавказский фронт части русской армии.
Корпус формировался на добровольных началах. Командиром Мусульманского корпуса был назначен бывший командующий 10-й армией Западного фронта генерал-лейтенант Али-Ага Шихлинский, а начальником штаба генерал-майор Меньчуков Евгений Александрович, бывший и. д. генерал-квартирмейстера штаба Особой армии. Штаб корпуса располагался в Тифлисе. Были сформированы отделы и службы штаба корпуса, штабы двух пехотных дивизий.
Формирование мусульманского корпуса усложнялось отсутствием офицерского состава, особенно офицеров-мусульман. Многие азербайджанские офицеры, как и другие мусульмане России, сражались на Западном фронте. К примеру русские офицеры составляли 65 % командного состава. Практически не было и рядового состава. Было мало оружия и боеприпасов. Единственной регулярной воинской частью, был прибывший к тому времени в Закавказье Татарский конный полк Кавказской туземной конной дивизии.
4 июня 1918 года в Батуме был подписан Договор о дружбе и сотрудничестве между Турцией и Азербайджанской Республикой. Статья IV договора гласила:
Императорское Оттоманское правительство обязуется оказывать помощь вооружённой силой правительству Азербайджанской Республики, буде таковая потребуется для обеспечения порядка и безопасности в стране
Претворение в жизнь этого обязательства было возложено на генерал-лейтенанта Нури Киллигиля, который к этому времени уже находился в Гяндже с большой группой турецких офицеров. По договору азербайджанское правительство обязалось удалить с территории страны всех офицеров и чиновников государств, находящихся в состоянии войны с Османской империей. Это прежде всего касалось офицеров бывшей императорской русской армии. В результате, Отдельный Азербайджанский корпус лишился большей части офицерского состава.
26 июня 1918 года постановлением Совета Министров Мусульманский корпус был переименован в Отдельный Азербайджанский корпус.
В начале июля Отдельный Азербайджанский корпус турецким командованием был расформирован и его части вместе с прибывшими 5-й Кавказской и 15-й Чанахгалинской турецкими дивизиями вошли в состав вновь сформированной Кавказской исламской армии Нури-паши.
1 ноября постановлением Совета Министров было учреждено Военное министерство. Портфель министра был предоставлен председателю правительства Фатали-хану Хойскому, а товарищем (заместителем) его был назначен генерал от артиллерии Самедбек Мехмандаров. В соответствии с приказом от 15 ноября 1918 года начато формирование Главного штаба вооруженных сил и канцелярии военного министра. 25 декабря 1918 года Самедбек Мехмандаров был назначен военным министром, а заместителем его был назначен генерал-лейтенант Али Ага Шихлинский.

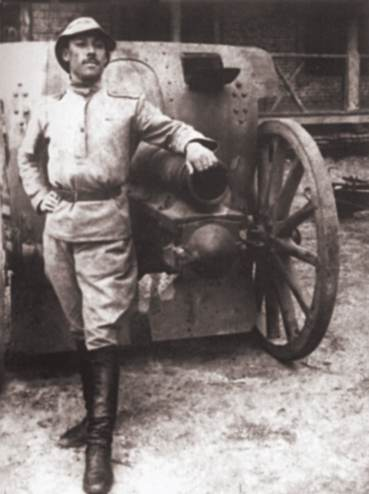
Артиллерия армии АДР. 1919 год

При Хосров-беке Султанове, военном министре первого правительственного кабинета, просуществовавшего чуть более двух недель, началось формирование добровольческой «Зелёной гвардии» из учащихся и студентов.
В Агдаме генерал-майором Ибрагим-Ага Усубовым начались работы по формированию двух пехотных дивизий. Под командованием полковника Ирза-бека Гаджибеклинского доукомплектовывался 1-й Татарский конный полк, а под командованием полковника Сулейман-бека Эфендиева 2-й Карабахский конный полк. 1-я артиллерийская бригада и учебно-пулемётная команда были сформирована под командованием полковника Рустам-бека Шихлинского, а полковником Хосров Мирза Каджаром — 2-я артиллерийская бригада и 3-й конный Шекинский полк. Позже конные полки были сведены в дивизию, командование принял генерал-майор Теймур-бек Новрузов.
14 сентября последовал приказ военного министра о сформировании авиаотряда. Эта дата считается днём рождения Военно-воздушних сил Азербайджана. 19 августа 1919 года начальником авиаотряда при Генштабе Азербайджанской армии был назначен военный лётчик подпоручик Теймур-хан Афшар.
Во временной столице Азербайджанской Демократической Республике Гяндже открывается первое военное училище для подготовки прапорщиков, его начальником становится полковник Ширин-бек Кесаманский. Также были созданы учебный батальон для подготовки унтер-офицеров и сапёрная школа.
11-я армия Рабоче-крестьянской Красной армии в тесной координации с азербайджанскими большевиками вторглась в Азербайджан 28 апреля 1920 году. Хотя большая часть новообразованной азербайджанской армии была занята в подавлении восстания армян, вспыхнувшего в Карабахе, азербайджанцы не сдавались, но их краткая независимость 1918—20 годов закончилась быстро и легко. Из 30 тыс. солдат 20 тысяч погибли в рядах сопротивления. Национальная армия Азербайджана была отменена большевистским правительством, 15 из 21 генералов армии были казнены большевиками.

### Азербайджанская ССР
После свержения правительства АДР была образована Азербайджанская Советская Социалистическая Республика. На основании постановления Революционного комитета Азербайджанской ССР от 28 апреля 1920 года был образован Народный комиссариат по военным и морским делам Азербайджанской ССР, который подчинялся РВС 11-й (с мая 1921 года Отдельной Кавказской) армии. Из отрядов Красной гвардии была сформирована Азербайджанская Красная армия, основным ядром которой стал «железный полк», сформированный в 1918 году из отряда Красной гвардии Бакинской коммуны. Армия АДР вошла в состав Азербайджанской Красной армии. В мае была сформирована 1-я сводная Азербайджанская дивизия. 29 октября Азербайджанская Красная армия была переименована в Азербайджанскую стрелковую горную дивизию им. Серго Орджоникидзе, став первой национальной дивизией в составе РККА.

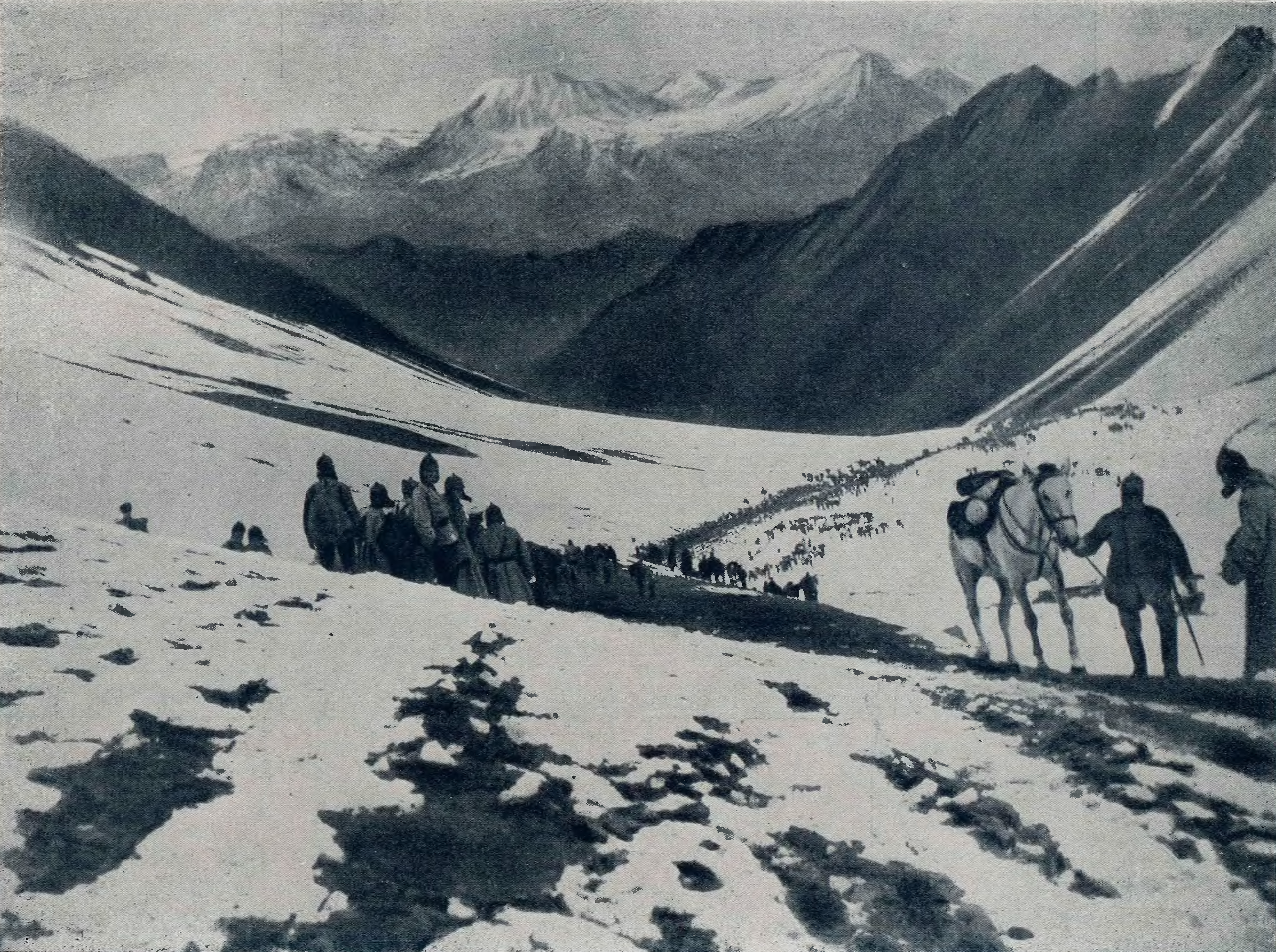
Высокогорный поход Аздивии в 1935 году.

ВМС Азербайджана, поддержавшие апрельский переворот, были переименованы в Красный флот Советского Азербайджана, который возглавил Чингиз Ильдрым. 1 мая корабли Волжско-Каспийской военной флотилии вошли в Баку, где вскоре был образован Каспийский военный флот в составе 3 вспомогательных крейсеров, 10 миноносцев, 4 подводных лодок и других кораблей. 18 мая корабли Волжско-Каспийской и Азербайджанской флотилий и десантные отряды заняли Энзели. 12 июня приказом РВС 11-й Красной Армии для борьбы с контрреволюционными силами в Азербайджане, обороны рек Кура и Аракс, была создана Куринская военная флотилия, переименованная 28 июля того же года в Куринский речной отряд. В это же время Каспийский и Азербайджанский флоты были объединены в Морские силы Каспийского моря, переименованные 27 июня 1931 года в Каспийскую флотилию ВМС СССР. Российский военный специалист Александр Широкорад отмечает, что Азербайджанский флот прекратил своё существование не ранее 1921 года. Касательно Каспийского речного отряда, то он был расформирован 17 сентября 1920 года приказом начальника Морских сил Каспийского флота и в октябре на основе судов отряда вновь сформирована Каспийская военная флотилия. 22 февраля 1921 года она была передана в Пограничный отряд 11-й Красной Армии.
Постановлением ЦИК Советов Азербайджана, Армении и Грузии от 2 декабря 1922 года наркомат был преобразован в военный комиссариат, как составную часть Наркомвоенмора ЗСФСР.

#### В рамках СССР
После начала Великой Отечественной войны в Азербайджанской ССР было создано:
- 87 батальонов,
- 1123 отряда самообороны.

Сформированы:
- 77-я стрелковая дивизия,
- 223-я стрелковая дивизия,
- 396-я стрелковая дивизия,
- 402-я стрелковая дивизия,
- 416-я стрелковая дивизия.

Части и соединения, в которых присутствовала значительная доля граждан Азербайджанской ССР.
- 416-я стрелковая Таганрогская Краснознамённая Ордена Суворова дивизия,
- 76-я горнострелковая Краснознамённая дивизия им. К. Е. Ворошилова (позднее 51-я гвардейская стрелковая Таганрогская ордена Ленина Краснознамённая Ордена Суворова дивизия),
- 77-я стрелковая Симферопольская Краснознамённая Ордена Суворова дивизия,
- 223-я стрелковая Белградская Краснознамённая дивизия,
- 227-я стрелковая Краснознамённая Темрюкская дивизия,
- 271-я стрелковая Горловская Краснознамённая ордена Богдана Хмельницкого дивизия,
- 402-я стрелковая дивизия,
- 396-я стрелковая дивизия.

При общей численности населения в 3,4 млн человек (по состоянию на 1941 год) от Азербайджанской ССР на фронт были призваны 681 тыс. человек, в том числе 10 тыс. женщин. 300 тыс. граждан СССР, призванных из Азербайджана, погибли на полях сражений. Для воинских частей были подготовлены 15 тыс. медсестёр и сандружинниц, 750 связистов, 3 тыс. шофёров. В войне также участвовали азербайджанские женщины, среди которых партизанка Алия Рустамбекова, снайпер Зиба Ганиева, зенитчица Алмаз Ибрагимова, капитан морского парохода Шовкет Салимова и многие другие.
Основными местами сражений солдат из Азербайджанской ССР были бои за Брестскую крепость, оборона Ленинграда, оборона Москвы, битвы за Сталинград, Кавказ, Курская дуга. На Украине в основном на Крымском полуострове, а также в освобождении Прибалтики и Восточной Европы и битва за Берлин.

### Азербайджанская Республика
После восстановления независимости Верховный Совет Азербайджана 9 октября 1991 года принял Закон о Вооружённых силах, согласно которому в течение трёх месяцев должна была быть сформирована Национальная армия. Летом 1992 года были созданы десантные войска и завершён раздел Каспийской флотилии, в результате которого под командование Министерства обороны Азербайджана было передано 30 % плавучей и 100 % береговой базы Каспийской флотилии.
Полноценные работы по созданию национальной армии в Азербайджане началась лишь в ноябре 1993 года, когда внутриполитическая обстановка в стране начала стабилизироваться. Серьёзным уточнениям подверглись принципы строительства вооруженных сил, были предприняты организационные и воспитательные меры для формирования боеспособной армии, в уголовный кодекс страны были введены статьи за уклонение от военного призыва и за дезертирство.
В январе 1997 года были созданы азербайджанские миротворческие силы. В 2009 году военный бюджет снизился до $ 1,58 млрд На 2009 страна имела 320 основных боевых танков, 469 боевых бронированных машин и 282 артиллерийских систем. В Военно-воздушных силах 57 самолётов и 35 вертолётов (из них 20 транспортные).
| Военные расходы Азербайджана в 2008—2010 годах. |                    |                    |                    |                                     |                                     |                                     |                                     |                                                                                           |
| Расходы на оборону | Расходы на оборону | Расходы на оборону | Расходы на оборону | % от ВВП (в итоге среднее значение) | % от ВВП (в итоге среднее значение) | % от ВВП (в итоге среднее значение) | % от ВВП (в итоге среднее значение) | Рост (падение) в % от ВВП — 2011 года в сравнении с 2010 годом (в итоге среднее значение) |
| 2008 г. | 2009 г.            | 2010 г.            | 2011 г.            | 2008 г.                             | 2009 г.                             | 2010 г.                             | 2011 г.                             |                                                                                           |
| 1300 | 1446               | 1585               | 3100               | 3,6                                 | 2,76                                | 3,95                                | 6,2                                 | +3,8                                                                                      |
| Таблица составлена на основе анализа открытых данных об экономике и бюджете Азербайджана на 2009 год. Курс доллара по отношению к национальной валюте в среднем принят таким, каким он определён в законе о бюджете страны на 2009 год. |                    |                    |                    |                                     |                                     |                                     |                                     |                                                                                           |

Структура вооружённых сил Азербайджана состоит из 3 частей:
- Сухопутные войска
- Военно-воздушные силы включая Войска противовоздушной обороны Азербайджана
- Военно-морские силы.

Помимо вооружённых сил есть несколько правительственных военизированных учреждений, которые могут быть вовлечены в государственную оборону, когда это необходимо:
- Внутренние войска Азербайджана
- Государственная пограничная служба Азербайджана включая Береговую охрану Азербайджана
- Национальная гвардия Азербайджана

Основным направлением деятельности Вооружённых сил является территориальная оборона в свете сохраняющейся напряженности в отношениях с соседней Арменией из-за Нагорного Карабаха. Азербайджан поддерживает оборонные отношения с НАТО, завершив в 2019 году пятый цикл своего индивидуального партнёрства с НАТО в рамках Individual Partnership Action Plan. Азербайджан стремится углубить связи с Белоруссией, Сербия, Великобританией и США посредством соглашений о военном сотрудничестве. Оборонное сотрудничество с Россией сосредоточено на закупках оборудования и технических консультациях. Боеготовность в Вооружённых силах Азербайджана, основанных на призыве, варьируется в зависимости от подразделений. Азербайджан принимал участие в многосторонних учениях, а его войска тренировались вместе с турецкими войсками в двусторонних учениях. Вооружённые силы имеют небольшой экспедиционный потенциал, но принимали участие в заграничных операциях. В последнее десятилетие основное внимание уделялось модернизации и закупкам оборонной техники, чтобы заменить устаревшие запасы в основном военной техники советской эпохи. Военно-воздушные силы, в частности, страдают от проблем технического обслуживания. Последние заказы включают в себя зенитные и артиллерийские системы, а также колёсную и гусеничную бронетехнику, преимущественно российского производства. Ограниченный, но растущий оборонно-промышленный потенциал Азербайджана сосредоточен в Министерстве оборонной промышленности, которое управляет и контролирует производство стрелкового оружия и лёгких вооружений. В то время как страна зависит от внешних поставщиков основных платформ и систем оборонного оборудования, некоторые оборонные компании начали экспортировать продукцию на внешние рынки.

## Численность

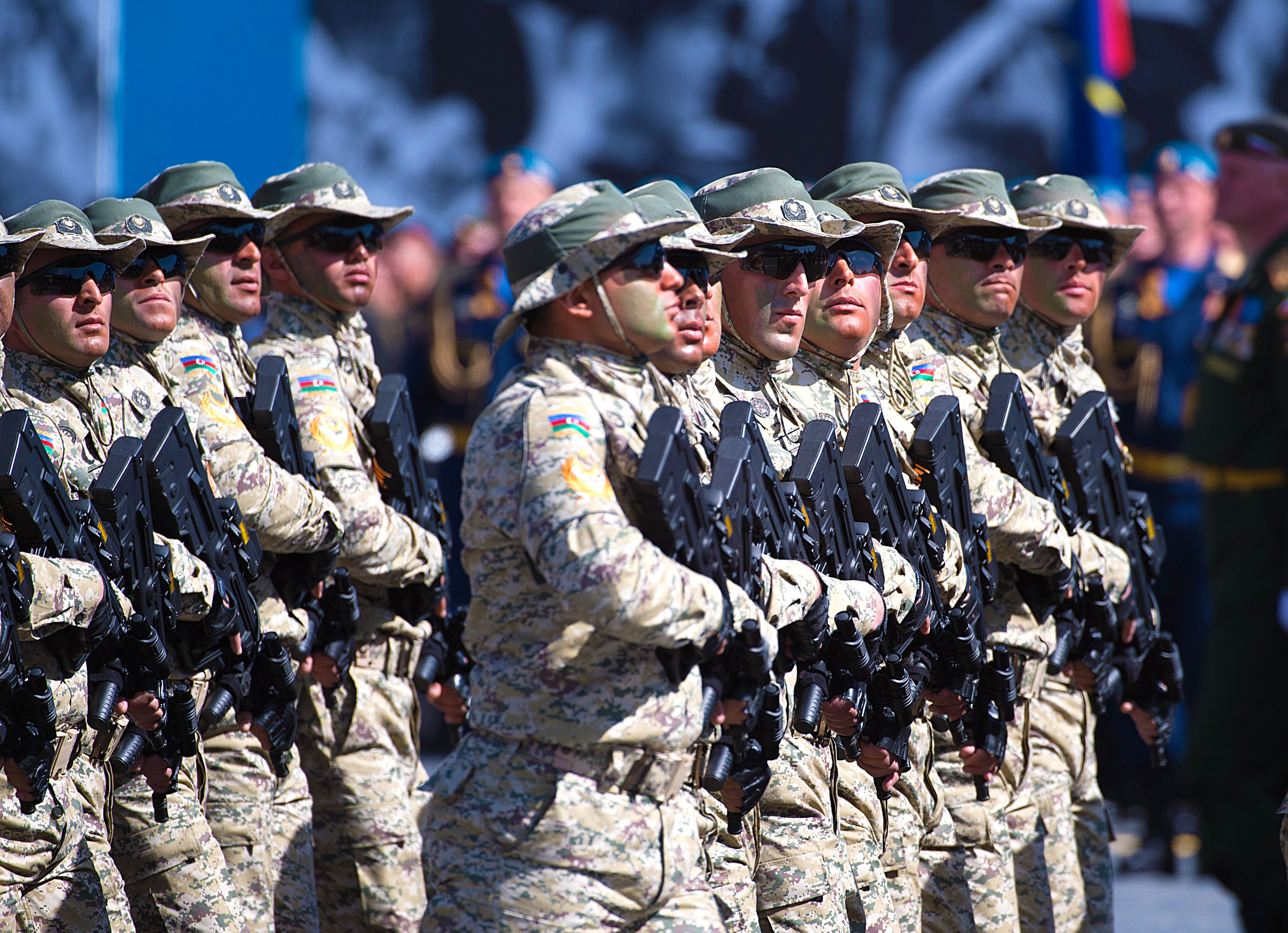
Военнослужащие Вооружённых сил Азербайджана на параде 9 мая 2015 года в Москве

В 2005 году в вооружённых силах Республики Азербайджан имелось 95 тыс. личного состава, в том числе: в сухопутных войсках — 85000 человек, в ВВС и ПВО — 8000 человек, в ВМС — 2000 человек. Численность национальной гвардии — 2500 человек, внутренние войска МВД — 12000 человек, пограничная охрана — 5000 человек.
К 2020 году численность вооружённых сил составляло 66950 чел., из них в СВ 56850, в ВМФ 2200, в ВВС 7900
Численность общего резерва ВС — 300 000 чел. Служба по призыву — 18 месяцев (12 месяцев для выпускников).

## Состав армии

### Сухопутные войска
Численность сухопутные войск — 56 850 чел. (на 2020 год).

### Военно-морские силы
Численнось ВМС — 2200 военнослужащих.

### Военно-воздушные силы

Военно-воздушные базы Азербайджана

Военно-воздушные силы Азербайджана (азерб. Azərbaycan hərbi hava qüvvələri) — вид вооружённых сил Азербайджана. По состоянию на 2006 год, численность ВВC Азербайджана составляла 7900 человек.
Организационно ВВС Азербайджана состоят из авиации и войск противовоздушной обороны. В состав ВВС входят смешанный авиационный полк, истребительно-бомбардировочная эскадрилья, а также истребительная, разведывательная и учебная эскадрильи.

#### Войска противовоздушной обороны Азербайджана
В состав войск ПВО входят: четыре зенитно-ракетных бригады, один зенитно-ракетный полк, два отдельных радиотехнических батальона.

## Международное сотрудничество

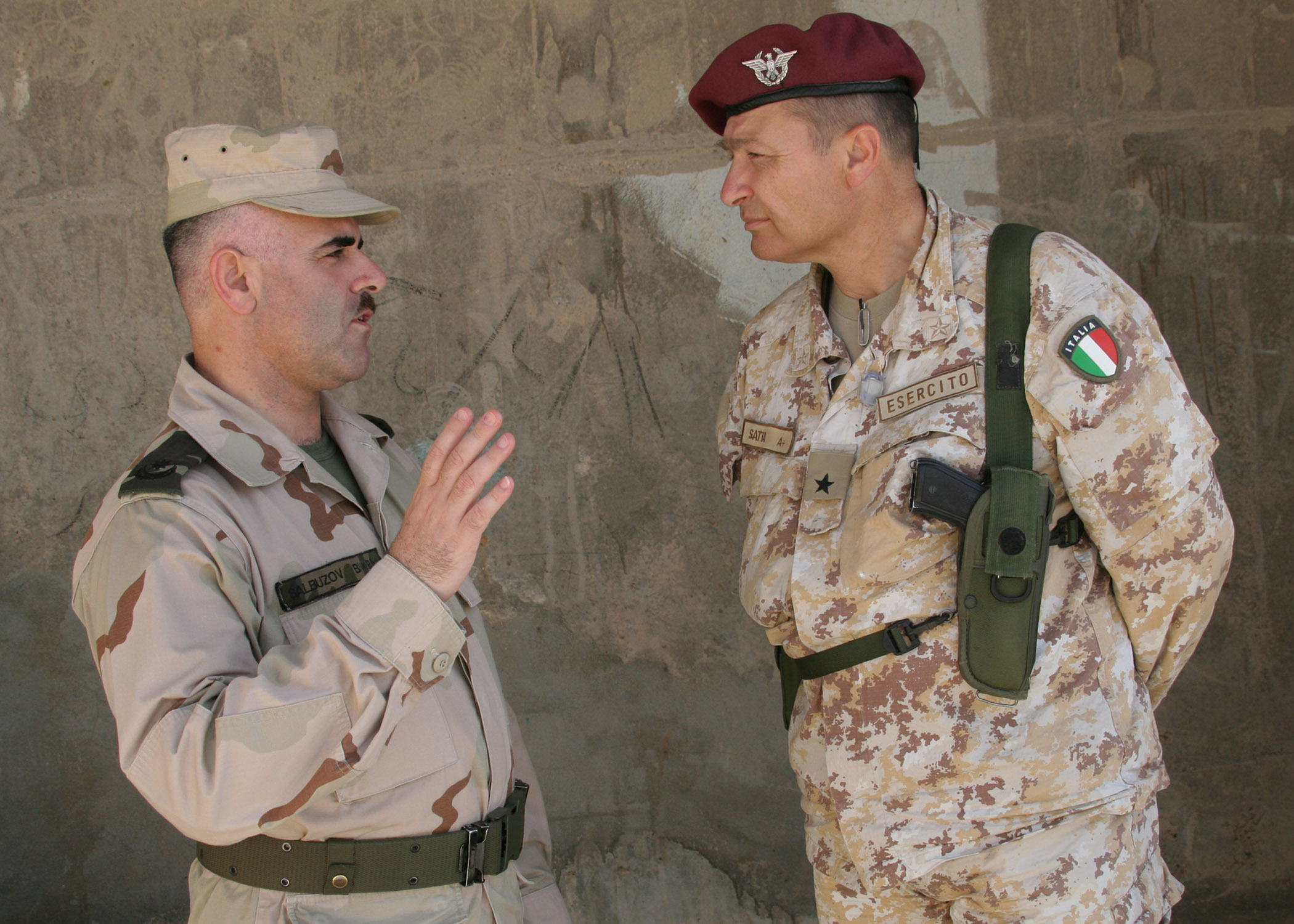
Итальянский генерал Антонио Сатта рассматривает ситуацию о безопасности в провинции Анбар, с азербайджанским майором Эльханом Шалбузовым.

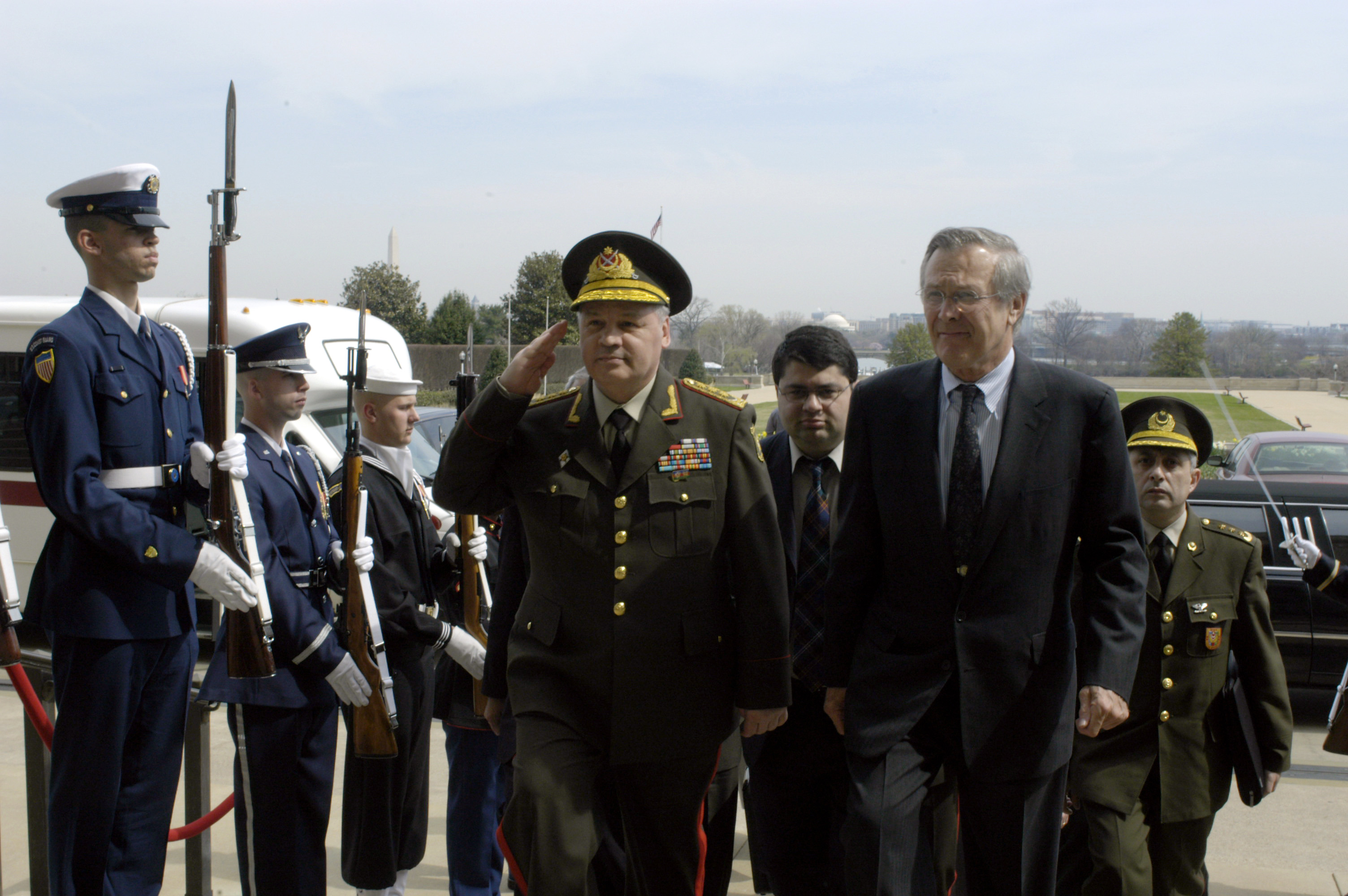
Сафар Абиев и министр обороны США Дональд Рамсфелд (2004 год).

С сентября 1999 года, военнослужащие участвовали в операциях за границами страны.
Основные партнёры:
- Турция[42]
- Украина[42][43]
- Пакистан[44]
- Израиль[45][46][47][48][49]
- Словения[50][51]
- Россия[52]
- Беларусь[53]

### Азербайджан — Россия

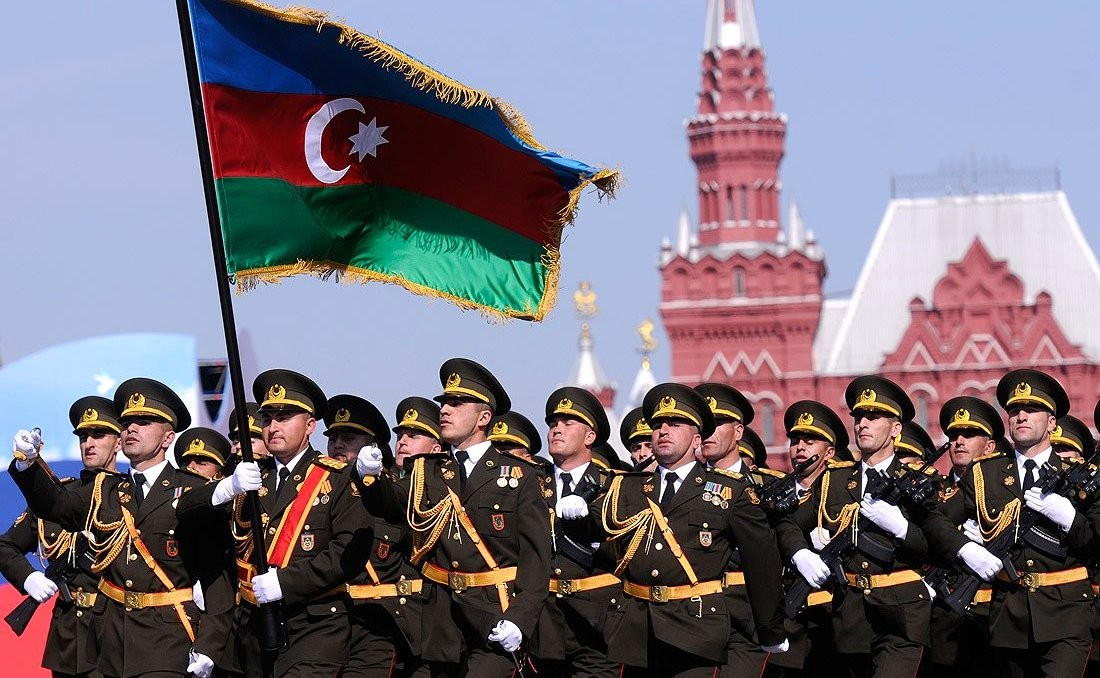
Военный Парад 9 мая 2010 года на Красной Площади

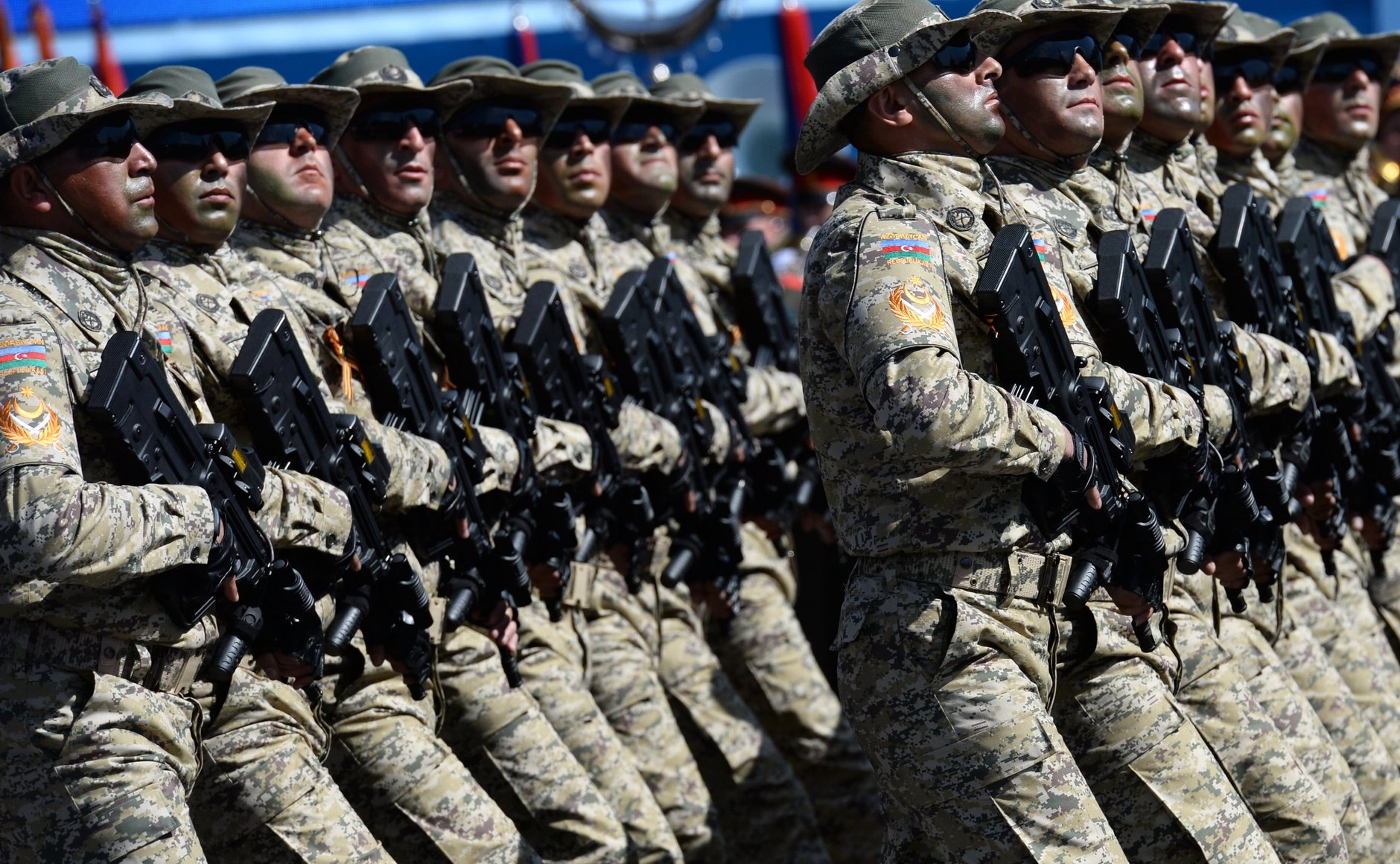
Военнослужащие вооружённых сил Азербайджана во время военного парада в ознаменование 70-летия Победы в Великой Отечественной войне 1941—1945 годов.

### Азербайджан — США
После обретения Азербайджаном независимости в Баку 16 марта 1992 года открылось посольство США.
Заместитель министра обороны Джон Хамре и министр иностранных дел Азербайджана Тофик Зульфугаров подписали 28 сентября 1999 года соглашение о сотрудничества в борьбе с распространением ядерного, химического и биологического оружия и относящихся к ним материалов. В результате этого соглашения Министерство обороны в сотрудничестве с Таможенной службой США, и вместе с другими министерствами и ведомствами, начинает подготовку азербайджанских должностных лиц методам предупреждения, пресечения и расследования инцидентов, связанных с распространением оружия массового уничтожения и соответствующих материалов.
Администрация США в 2010 году планирует предоставить военной помощи Азербайджану на 4 млн. В рамках же программы военного обучения (International Military Education and Training) предусматривается для Азербайджана 900 тыс. долларов.

### Азербайджан — НАТО
В январе 1992 года президент Аяз Муталибов заключил договор о военном сотрудничестве с Турцией, государством-членом НАТО. 4 мая 1994 года президент Гейдар Алиев подписал документ о присоединении Азербайджана к программе «Партнёрство во имя мира» (ПИМ). В середине 1997 года Азербайджан присоединился к документу Процесса Планирования и Анализа (ППА) НАТО и в том же году при штаб-квартире НАТО в Брюсселе открылось дипломатическое представительство Азербайджана. Совет североатлантического сотрудничества, куда присоединился Азербайджан, в 1997 году был переименован в Совет евроатлантического партнёрства — СЕАП. В 2004 году Азербайджан присоединился к Концепции Оперативных Действий НАТО. В 2005 году НАТО и Азербайджан разработали первый ИПАП. В марте 2008 года был заключён второй, обновлённый документ ИПАП.
Вооружённые силы Азербайджана реформируются по стандартам НАТО. Так, 4-й армейский корпус с 1 января 2007 года перешёл на стандарты НАТО. В других армейских корпусах проводятся реформы при участии специалистов НАТО.
Военнослужащие Азербайджана входили в состав сил KFOR в Косово (до 2008 года) и коалиционных сил в Ираке. Кроме того, азербайджанское подразделение (45 военнослужащих) находилось в составе ISAF в Афганистане.
Одними из основных направлений сотрудничества Азербайджан-НАТО является улучшение демократического контроля над вооружёнными силами, оборонное планирование и формирование оборонного бюджета, реорганизация структуры вооружённых сил с использованием норм и стандартов НАТО.

## Военно-промышленный комплекс
Во время государственного визита президента Израиля в Азербайджан были достигнуто соглашение о строительстве военных заводов, выпуска военной технологии, а также о закупке вооружения для нужд азербайджанской армии. С израильской компанией Aeronautics Defense Systems Ltd. было достигнуто предварительное соглашение о строительстве завода по производству разведывательных и боевых беспилотных самолётов, а также шпионских спутников, имеющих возможности использования в военных целях. Ещё одна израильская оборонная компания Elta Systems Ltd будет сотрудничать с Азербайджаном в области создания системы спутников. Также Израиль и Азербайджан ведут переговоры и о производстве тяжёлого бронетранспортёра «Намер». Намер оснащён новым бронекомплектом, включающим бронированную дверцу/аппарель расположенную на корме, а также бронированную крышу, приваренную к корпусу машины.

## Обучение и подготовка

### Военные академии и образовательные учреждения
- Военная академия Вооружённых сил Азербайджана
- Учебно-образовательный центр МО Азербайджана
- Азербайджанское высшее военное училище им. Гейдара Алиева[63]
- Азербайджанское высшее военно-морское училище
- Азербайджанское высшее военное-летное училище

### Средние образовательные учреждения
- Среднее военное медицинское училище Азербайджана

### Военные лицеи
- Военный лицей им. Дж. Нахичеванского (Баку)
- Военный лицей имени Гейдара Алиева (Нахичеван)

### Военная подготовка
Весьма существенной является помощь Турции в укреплении азербайджанской армии, выражающаяся в подготовке специалистов, и в поставках различных видов вооружения и военной техники. Благодаря помощи турецких специалистов и инструкторов по западной методике подготовлены тысячи азербайджанских офицеров, часть которых имеет опыт боевых действий в составе турецких спецподразделений против курдских боевиков на юго- востоке Турции.
Азербайджан участвует в программе НАТО «Партнёрство во имя мира». Представители ВС Азербайджанской республики в рамках программы проходят подготовку в Венгрии, Румынии, Пакистане, США, Турции и др.
В Азербайджане создан центр подготовки лётчиков истребительной авиации, в котором специалисты ВВС Украины обучают азербайджанских пилотов.

## Знаки различия

### Прапорщики, сержанты и рядовые
| Код НАТО                           | OR-9                          | OR-9                          | OR-9                          | OR-9                          | OR-9                          | OR-9                          | OR-8              | OR-8              | OR-7                            | OR-7                            | OR-6                               | OR-6                               | OR-6                               | OR-6                               | OR-6                               | OR-6                               | OR-5                              | OR-5                              | OR-5                              | OR-5                              | OR-5                              | OR-5                              | OR-4                              | OR-4                              | OR-4                              | OR-4                              | OR-3            | OR-3            | OR-2                         | OR-2                         | OR-2                         | OR-2                         | OR-2                         | OR-2                         | OR-1               | OR-1               |
| ---------------------------------- | ----------------------------- | ----------------------------- | ----------------------------- | ----------------------------- | ----------------------------- | ----------------------------- | ----------------- | ----------------- | ------------------------------- | ------------------------------- | ---------------------------------- | ---------------------------------- | ---------------------------------- | ---------------------------------- | ---------------------------------- | ---------------------------------- | --------------------------------- | --------------------------------- | --------------------------------- | --------------------------------- | --------------------------------- | --------------------------------- | --------------------------------- | --------------------------------- | --------------------------------- | --------------------------------- | --------------- | --------------- | ---------------------------- | ---------------------------- | ---------------------------- | ---------------------------- | ---------------------------- | ---------------------------- | ------------------ | ------------------ |
| Сухопутные войска Азербайджана     |                               |                               |                               |                               |                               |                               |                   |                   |                                 |                                 |                                    |                                    |                                    |                                    |                                    |                                    |                                   |                                   |                                   |                                   |                                   |                                   |                                   |                                   |                                   |                                   | Эквивалента нет | Эквивалента нет |                              |                              |                              |                              |                              |                              | Шеврон отсутствует | Шеврон отсутствует |
| Сухопутные войска Азербайджана     | Старший прапорщик (Baş gizir) | Старший прапорщик (Baş gizir) | Старший прапорщик (Baş gizir) | Старший прапорщик (Baş gizir) | Старший прапорщик (Baş gizir) | Старший прапорщик (Baş gizir) | Прапорщик (Gizir) | Прапорщик (Gizir) | Младший прапорщик (Kiçik gizir) | Младший прапорщик (Kiçik gizir) | Старший сержант (Baş çavuş)        | Старший сержант (Baş çavuş)        | Старший сержант (Baş çavuş)        | Старший сержант (Baş çavuş)        | Старший сержант (Baş çavuş)        | Старший сержант (Baş çavuş)        | Сержант (Çavuş)                   | Сержант (Çavuş)                   | Сержант (Çavuş)                   | Сержант (Çavuş)                   | Сержант (Çavuş)                   | Сержант (Çavuş)                   | Младший сержант (Kiçik çavuş)     | Младший сержант (Kiçik çavuş)     | Младший сержант (Kiçik çavuş)     | Младший сержант (Kiçik çavuş)     | Эквивалента нет | Эквивалента нет | Ефрейтор (Baş әsgәr)         | Ефрейтор (Baş әsgәr)         | Ефрейтор (Baş әsgәr)         | Ефрейтор (Baş әsgәr)         | Ефрейтор (Baş әsgәr)         | Ефрейтор (Baş әsgәr)         | Солдат (Əsgәr)     | Солдат (Əsgәr)     |
| Военно-морские силы Азербайджана   |                               |                               |                               |                               |                               |                               |                   |                   |                                 |                                 |                                    |                                    |                                    |                                    |                                    |                                    |                                   |                                   |                                   |                                   |                                   |                                   |                                   |                                   |                                   |                                   | Эквивалента нет | Эквивалента нет |                              |                              |                              |                              |                              |                              | Шеврон отсутствует | Шеврон отсутствует |
| Военно-морские силы Азербайджана   | Старший мичман (Baş miçman)   | Старший мичман (Baş miçman)   | Старший мичман (Baş miçman)   | Старший мичман (Baş miçman)   | Старший мичман (Baş miçman)   | Старший мичман (Baş miçman)   | Мичман (Miçman)   | Мичман (Miçman)   | Младший мичман (Kiçik miçman)   | Младший мичман (Kiçik miçman)   | Первый старшина (Birinci starşina) | Первый старшина (Birinci starşina) | Первый старшина (Birinci starşina) | Первый старшина (Birinci starşina) | Первый старшина (Birinci starşina) | Первый старшина (Birinci starşina) | Второй старшина (İkinci starşina) | Второй старшина (İkinci starşina) | Второй старшина (İkinci starşina) | Второй старшина (İkinci starşina) | Второй старшина (İkinci starşina) | Второй старшина (İkinci starşina) | Третий старшина (Üçüncü starşina) | Третий старшина (Üçüncü starşina) | Третий старшина (Üçüncü starşina) | Третий старшина (Üçüncü starşina) | Эквивалента нет | Эквивалента нет | Старший матрос (Baş dәnizçi) | Старший матрос (Baş dәnizçi) | Старший матрос (Baş dәnizçi) | Старший матрос (Baş dәnizçi) | Старший матрос (Baş dәnizçi) | Старший матрос (Baş dәnizçi) | Матрос (Dәnizçi)   | Матрос (Dәnizçi)   |
| Военно-воздушные силы Азербайджана |                               |                               |                               |                               |                               |                               |                   |                   |                                 |                                 |                                    |                                    |                                    |                                    |                                    |                                    |                                   |                                   |                                   |                                   |                                   |                                   |                                   |                                   |                                   |                                   | Эквивалента нет | Эквивалента нет |                              |                              |                              |                              |                              |                              | Шеврон отсутствует | Шеврон отсутствует |
| Военно-воздушные силы Азербайджана | Старший прапорщик (Baş gizir) | Старший прапорщик (Baş gizir) | Старший прапорщик (Baş gizir) | Старший прапорщик (Baş gizir) | Старший прапорщик (Baş gizir) | Старший прапорщик (Baş gizir) | Прапорщик (Gizir) | Прапорщик (Gizir) | Младший прапорщик (Кiçik gizir) | Младший прапорщик (Кiçik gizir) | Старший сержант (Baş çavuş)        | Старший сержант (Baş çavuş)        | Старший сержант (Baş çavuş)        | Старший сержант (Baş çavuş)        | Старший сержант (Baş çavuş)        | Старший сержант (Baş çavuş)        | Сержант (Ҫavuş)                   | Сержант (Ҫavuş)                   | Сержант (Ҫavuş)                   | Сержант (Ҫavuş)                   | Сержант (Ҫavuş)                   | Сержант (Ҫavuş)                   | Младший сержант (Кiçik çavuş)     | Младший сержант (Кiçik çavuş)     | Младший сержант (Кiçik çavuş)     | Младший сержант (Кiçik çavuş)     | Эквивалента нет | Эквивалента нет | Ефрейтор (Baş әsgәr)         | Ефрейтор (Baş әsgәr)         | Ефрейтор (Baş әsgәr)         | Ефрейтор (Baş әsgәr)         | Ефрейтор (Baş әsgәr)         | Ефрейтор (Baş әsgәr)         | Солдат (Әsgәr)     | Солдат (Әsgәr)     |
| Код НАТО                           | OR-9                          | OR-9                          | OR-9                          | OR-9                          | OR-9                          | OR-9                          | OR-8              | OR-8              | OR-7                            | OR-7                            | OR-6                               | OR-6                               | OR-6                               | OR-6                               | OR-6                               | OR-6                               | OR-5                              | OR-5                              | OR-5                              | OR-5                              | OR-5                              | OR-5                              | OR-4                              | OR-4                              | OR-4                              | OR-4                              | OR-3            | OR-3            | OR-2                         | OR-2                         | OR-2                         | OR-2                         | OR-2                         | OR-2                         | OR-1               | OR-1               |

### Генералы и офицеры
| Код НАТО                           | OF-10           | OF-10           | OF-9            | OF-9            | OF-8                                  | OF-8                                  | OF-7                                  | OF-7                                  | OF-6                          | OF-6                          | OF-5                                             | OF-5                                             | OF-4                                            | OF-4                                            | OF-3                                             | OF-3                                             | OF-2                                  | OF-2                                  | OF-1                              | OF-1                              | OF-1                  | OF-1                  | OF-1                                | OF-1                                | OF(D) и офицер-студент | OF(D) и офицер-студент | OF(D) и офицер-студент | OF(D) и офицер-студент | OF(D) и офицер-студент | OF(D) и офицер-студент | OF(D) и офицер-студент | OF(D) и офицер-студент | OF(D) и офицер-студент | OF(D) и офицер-студент | OF(D) и офицер-студент | OF(D) и офицер-студент |
| ---------------------------------- | --------------- | --------------- | --------------- | --------------- | ------------------------------------- | ------------------------------------- | ------------------------------------- | ------------------------------------- | ----------------------------- | ----------------------------- | ------------------------------------------------ | ------------------------------------------------ | ----------------------------------------------- | ----------------------------------------------- | ------------------------------------------------ | ------------------------------------------------ | ------------------------------------- | ------------------------------------- | --------------------------------- | --------------------------------- | --------------------- | --------------------- | ----------------------------------- | ----------------------------------- | ---------------------- | ---------------------- | ---------------------- | ---------------------- | ---------------------- | ---------------------- | ---------------------- | ---------------------- | ---------------------- | ---------------------- | ---------------------- | ---------------------- |
| Сухопутные войска Азербайджана     | Эквивалента нет | Эквивалента нет | Эквивалента нет | Эквивалента нет |                                       |                                       |                                       |                                       |                               |                               |                                                  |                                                  |                                                 |                                                 |                                                  |                                                  |                                       |                                       |                                   |                                   |                       |                       |                                     |                                     | Неизвестно             | Неизвестно             | Неизвестно             | Неизвестно             | Неизвестно             | Неизвестно             | Неизвестно             | Неизвестно             | Неизвестно             | Неизвестно             | Неизвестно             | Неизвестно             |
| Сухопутные войска Азербайджана     | Эквивалента нет | Эквивалента нет | Эквивалента нет | Эквивалента нет | Генерал-полковник (General-polkovnik) | Генерал-полковник (General-polkovnik) | Генерал-лейтенант (General-leytenant) | Генерал-лейтенант (General-leytenant) | Генерал-майор (General-mayor) | Генерал-майор (General-mayor) | Полковник (Polkovnik)                            | Полковник (Polkovnik)                            | Полковник-лейтенант (Polkovnik-leytenant)       | Полковник-лейтенант (Polkovnik-leytenant)       | Майор (Mayor)                                    | Майор (Mayor)                                    | Капитан (Kapitan)                     | Капитан (Kapitan)                     | Старший лейтенант (Baş leytenant) | Старший лейтенант (Baş leytenant) | Лейтенант (Leytenant) | Лейтенант (Leytenant) | Младший лейтенант (Kiçik leytenant) | Младший лейтенант (Kiçik leytenant) | Неизвестно             | Неизвестно             | Неизвестно             | Неизвестно             | Неизвестно             | Неизвестно             | Неизвестно             | Неизвестно             | Неизвестно             | Неизвестно             | Неизвестно             | Неизвестно             |
| Военно-морские силы Азербайджана   | Эквивалента нет | Эквивалента нет | Эквивалента нет | Эквивалента нет |                                       |                                       |                                       |                                       |                               |                               |                                                  |                                                  |                                                 |                                                 |                                                  |                                                  |                                       |                                       |                                   |                                   |                       |                       |                                     |                                     | Эквивалента нет        | Эквивалента нет        | Эквивалента нет        | Эквивалента нет        | Эквивалента нет        | Эквивалента нет        | Эквивалента нет        | Эквивалента нет        | Эквивалента нет        | Эквивалента нет        | Эквивалента нет        | Эквивалента нет        |
| Военно-морские силы Азербайджана   | Эквивалента нет | Эквивалента нет | Эквивалента нет | Эквивалента нет | Адмирал (Admiral)                     | Адмирал (Admiral)                     | Вице-адмирал (Vitse-admiral)          | Вице-адмирал (Vitse-admiral)          | Контр-адмирал (Kontr-admiral) | Контр-адмирал (Kontr-admiral) | Капитан первого ранга (Birinci dәrәcәli kapitan) | Капитан первого ранга (Birinci dәrәcәli kapitan) | Капитан второго ранга (İkinci dәrәcәli kapitan) | Капитан второго ранга (İkinci dәrәcәli kapitan) | Капитан третьего ранга (Üçüncü dәrәcәli kapitan) | Капитан третьего ранга (Üçüncü dәrәcәli kapitan) | Капитан-лейтенант (Kapitan-leytenant) | Капитан-лейтенант (Kapitan-leytenant) | Старший лейтенант (Baş leytenant) | Старший лейтенант (Baş leytenant) | Лейтенант (Leytenant) | Лейтенант (Leytenant) | Младший лейтенант (Kiçik leytenant) | Младший лейтенант (Kiçik leytenant) | Эквивалента нет        | Эквивалента нет        | Эквивалента нет        | Эквивалента нет        | Эквивалента нет        | Эквивалента нет        | Эквивалента нет        | Эквивалента нет        | Эквивалента нет        | Эквивалента нет        | Эквивалента нет        | Эквивалента нет        |
| Военно-воздушные силы Азербайджана | Эквивалента нет | Эквивалента нет | Эквивалента нет | Эквивалента нет |                                       |                                       |                                       |                                       |                               |                               |                                                  |                                                  |                                                 |                                                 |                                                  |                                                  |                                       |                                       |                                   |                                   |                       |                       |                                     |                                     | Неизвестно             | Неизвестно             | Неизвестно             | Неизвестно             | Неизвестно             | Неизвестно             | Неизвестно             | Неизвестно             | Неизвестно             | Неизвестно             | Неизвестно             | Неизвестно             |
| Военно-воздушные силы Азербайджана | Эквивалента нет | Эквивалента нет | Эквивалента нет | Эквивалента нет | Генерал-полковник (General-polkovnik) | Генерал-полковник (General-polkovnik) | Генерал-лейтенант (General-leytenant) | Генерал-лейтенант (General-leytenant) | Генерал-майор (General-mayor) | Генерал-майор (General-mayor) | Полковник (Polkovnik)                            | Полковник (Polkovnik)                            | Полковник-лейтенант (Polkovnik-leytenant)       | Полковник-лейтенант (Polkovnik-leytenant)       | Майор (Mayor)                                    | Майор (Mayor)                                    | Капитан (Kapitan)                     | Капитан (Kapitan)                     | Старший лейтенант (Baş leytenant) | Старший лейтенант (Baş leytenant) | Лейтенант (Leytenant) | Лейтенант (Leytenant) | Младший лейтенант (Kiçik leytenant) | Младший лейтенант (Kiçik leytenant) | Неизвестно             | Неизвестно             | Неизвестно             | Неизвестно             | Неизвестно             | Неизвестно             | Неизвестно             | Неизвестно             | Неизвестно             | Неизвестно             | Неизвестно             | Неизвестно             |
| Код НАТО                           | OF-10           | OF-10           | OF-9            | OF-9            | OF-8                                  | OF-8                                  | OF-7                                  | OF-7                                  | OF-6                          | OF-6                          | OF-5                                             | OF-5                                             | OF-4                                            | OF-4                                            | OF-3                                             | OF-3                                             | OF-2                                  | OF-2                                  | OF-1                              | OF-1                              | OF-1                  | OF-1                  | OF-1                                | OF-1                                | OF(D) и офицер-студент | OF(D) и офицер-студент | OF(D) и офицер-студент | OF(D) и офицер-студент | OF(D) и офицер-студент | OF(D) и офицер-студент | OF(D) и офицер-студент | OF(D) и офицер-студент | OF(D) и офицер-студент | OF(D) и офицер-студент | OF(D) и офицер-студент | OF(D) и офицер-студент |

### Петличные эмблемы
| Эмблема               | Изображение | Эмблема                               | Изображение | Эмблема                   | Изображение | Эмблема                                    | Изображение |
| Автомобильные части   |             | Артиллерийские части                  |             | Инженерные части          |             | РХиБЗ                                      |             |
| Военно-воздушные силы |             | Воздушно-десантные войска и спецназ   |             | Медицинские подразделения |             | Части материально-технического обеспечения |             |
| Военные лицеи         |             | Военные музыканты и дирижёры          |             | Мотострелковые части      |             | МЧС                                        |             |
| Военные строители     |             | Военные топографы                     |             | Части ПВО                 |             | Общевойсковая петлица старого образца      |             |
| Военные юристы        |             | Войска связи и радиотехнические части |             | Танковые части            |             | общевойсковая петлица нового образца       |             |